# نعيم الأشهب
نعيم الأشهب (أبو بشار؛1929-2024) هو مناضل وسياسي فلسطيني. من مؤسسي حزب الشعب الفلسطيني، ورواد الحركة الشيوعية في فلسطين، شغل منصب عضو في المجلس المركزي لمنظمة التحرير الفلسطينية. منحه الرئيس محمود عباس وسام دولة فلسطين، نجمة الاستحقاق تقديراً لدوره النضالي والوطني في الحركة الوطنية ومنظمة التحرير الفلسطينية .

## سيرته
ولد نعيم عباس الأشهب عام 1929في مدينة الخليل. بدأ حياته النضالية مبكراً حيث انتمى لعصبة التحرر الوطني في فلسطين بعمر الخامسة عشر، ثم انضم للحزب الشيوعي الأردني ومارس نشاطه من مدينة القدس، تم اعتقاله عدة مرات. انضم للعمل السري بعد الانقلاب على حكومة سليمان النابلسي عام 1957، انتقل للعيش في عمان ولكنه تعرض هناك للاعتقال والتعذيب عام 1966. أُفرج عنه عام 1967 فقرر العودة إلى فلسطين مع زوجته وابنه بشار مشياً على الأقدام عبر الحدود الأردنية الفلسطينية، وعاد للقدس. نظم أول إضراب سياسي وتجاري في القدس في 7 آب 1967 بالتعاون مع رفقاؤه بالحزب الشيوعي. ساهم مع سليمان النجاب في توحيد الصف الوطني عام 1983 بعد الانشقاق الذي حصل في حركة فتح ونشوب معارك في طرابلس و‌نهر البارد. 
شارك نعيم الأشهب بالمباحثات واللقاءات عام 1984 والتي عُرفت باتفاق عدن - الجزائر، وتوجت بعقد المجلس الوطني التوحيدي عام 1987 في الجزائر، وتمثيل الحزب الشيوعي الفلسطيني في مؤسسات منظمة التحرير. تعرض للاعتقال والتعذيب، تم إبعاده عن فلسطين. سافر للحصول على علاج لضعف البصر في الاتحاد السوفيتي نتيجة التعذيب الشديد داخل سجن شطة. توفي في 21 سبتمبر 2024 في مدينة براغ.

## كتبه
كتب الأشهب العديد من المساهمات الفكرية الماركسية، وله اسهامات ومقالات وكُتب في تاريخ اليسار الفلسطيني قبل النكبة منها:
- «نقاش في الديمقراطية»، صدر عام 1995.
- «قضايا فلسطينية»، صدر عام 2001.
- «بعض أوجه التشابه والتمايز في الانتفاضتين»، صدر عام 2003.
- «حماس من الرفض إلى السلطة»، صدر عام 2006.
- «امارة حماس»، صدر عام 2007.
- «اليسار العربي الفلسطيني 1943-1948»، صدر عام 2008.
- «من تاريخ القضية الفلسطينية»، صدر عام 2010.
- «أزمة اليسار الفلسطيني»، صدر عام 2013.